# Pylkönsaari (ö i Södra Savolax, Nyslott, lat 61,75, long 29,07)
Pylkönsaari är en ö i Finland. Den ligger i sjön Pihlajavesi och i kommunen Nyslott i  landskapet Södra Savolax, i den sydöstra delen av landet, 280 km nordost om huvudstaden Helsingfors. Öns area är 3,9 hektar och dess största längd är 430 meter i öst-västlig riktning.